# B. Nagy László (politikus)
B. Nagy László (Szeged, 1958. február 9. – ) magyar agrármérnök, politikus; 2010. május 14. óta a Fidesz – Magyar Polgári Szövetség országgyűlési képviselője.

## Életrajz
A szegedi Radnóti Miklós Gimnáziumban érettségizett 1976-ban. 1978 és 1983 között a Debreceni Agrártudományi Egyetem általános agrármérnök szakán tanult és diplomázott le. 1983 és 1992 között a szegedi Gabonatermesztési Kutató Intézet tudományos munkatársa.
1995-ben elvégezte a londoni Brunel Egyetem Diploma of Management Studies képzését. 2001-ben a Brunel Egyetem Master of Business Administration képzését végezte el.
2010 és 2022 között a Fidesz – Magyar Polgári Szövetség országgyűlési képviselője volt a Csongrád(-Csanád) megyei 2. számú országgyűlési egyéni választókerületben. 2011. január 1. és 2014. május 5. között kormányhivatalt vezető kormánymegbízott.
2010. május 14. és 2011. február 14. között a Gazdasági és informatikai bizottság tagja. 2010. július 12. és 2011. február 14. között a Gazdasági és informatikai bizottság Az elmúlt 8 év kormányzati intézkedéseit vizsgáló albizottságának tagja. 2010. július 12. és 2011. február 14. között a Gazdasági és informatikai bizottság Közbeszerzési és vállalkozásszabályozási albizottságának tagja. 2014. május 6. óta a Törvényalkotási bizottság tagja.
C típusú középfokú angol nyelvvizsgája van.